# Iazoula
Iazoula (en russe : Язула, en altaï méridional : Jазулу, Ĵazulu) est un village du raïon d'Oulagan dans la république de l'Altaï en Russie. Il fait partie de l'établissement rural de Saratan. Sa population s'élevait à 227 habitants au recensement de 2021.

## Étymologie
Le nom vient de l'altaï Jazulu  - « étalé, nivelé » ; dans le dialecte Telenguite, jas ulu signifie « repos de printemps ».

## Géographie
Le village de Iazoula se situe dans la république de l'Altaï, une république de Sibérie méridionale, en Russie. Il fait partie du district fédéral sibérien, et le village fait partie du raïon d'Oulagan, un raïons de la république du sud-est, qui compte 13 localités, avec Oulagan comme centre administratif.
Iazoula, comme toute la république de l'Altaï, est située dans le fuseau horaire MSK+4 (heure de Krasnoïarsk). Le décalage horaire appliqué par rapport au temps universel coordonné est +07:00.

## Histoire
D'après liste des lieux peuplés du territoire sibérien de 1928, le village a été fondé en 1802.

## Démographie
Recensements (*) et estimations de la population,,:
| 2002* | 2010* | 2012 | 2013 |
| ----- | ----- | ---- | ---- |
| 238   | 254   | 246  | 251  |

| 2014 | 2015 | 2016 | 2021* |
| ---- | ---- | ---- | ----- |
| 250  | 248  | 247  | 227   |

En 2002, sur les 238 habitants, il y avait 55 % d'Altaïens.

## Transports
Le village a une route vers la route d'Oulagan, route russe qui relie la rive sud du Teletskoïe à la route fédérale R256 à Aktach.